# 4967 Glia
A 4967 Glia (ideiglenes jelöléssel 1983 CF1) a Naprendszer kisbolygóövében található aszteroida. Norman G. Thomas fedezte fel 1983. február 11-én.